# Laura Morante
Laura Morante, född 21 augusti 1956 i Santa Fiora, Toscana, är en italiensk skådespelerska. Morante väckte stor uppmärksamhet med sin rollprestation som den försummade Madame Jourdain, som den unge Molière, spelad av Romain Duris, förälskar sig i, i 2007 års film Molière.

## Utmärkelser
Morante har bland annat vunnit David di Donatello för bästa kvinnliga skådespelare för Ett rum i våra hjärtan 2001.

## Roller i urval
- 1981 – La tragedia di un uomo ridicolo
- 1981 – Sogni d'oro
- 1995 – Ferie d'agosto
- 2001 – Ett rum i våra hjärtan
- 2005 – Vargarnas rike
- 2007 – Molière
- 2012 – Ciliegine (även manus och regi)
- 2014 – Marco Polo (TV-serie)
- 2016 – Solo (även manus och regi)
- 2020 – Från Neapel till Rom